# Heavenly Creatures
Heavenly Creatures ist ein Spielfilm aus dem Jahr 1994. Regie führte Peter Jackson, Kate Winslet spielt eine der Hauptrollen. Der Film basiert auf einer wahren Begebenheit.

## Handlung
Mitte der 1950er Jahre in Christchurch, Neuseeland: Die Teenager Pauline Parker und Juliet Hulme verbindet eine intensive Freundschaft. Sie versuchen, der Langeweile ihres Alltags zu entkommen, indem sie sich in ein Reich des Mittelalters träumen. Sie sind beide Außenseiterinnen, denn ihre Umwelt verachtet sie, ihre Eltern scheinen sie nicht zu verstehen, und sie werden schließlich für homosexuell gehalten, was in der Weltanschauung ihres Umfelds mit einer psychischen Krankheit gleichgesetzt wird. Daher setzen allen voran die Eltern alles daran, die beiden Mädchen auseinanderzubringen. Pauline entwickelt infolgedessen einen Hass auf ihre Mutter Honora, der mit der Zeit immer mehr wächst.
Als die Ehe der Hulmes in die Brüche geht und ihr Vater nach England zurückkehrt, soll Juliet wegen ihrer kranken Lunge in Südafrika bei entfernten Verwandten untergebracht werden. Pauline will Juliet unbedingt begleiten, jedoch sind die Eltern beider Mädchen damit nicht einverstanden. Pauline sieht in der Ermordung ihrer Mutter die einzige Möglichkeit, ihre Trennung von Juliet zu verhindern. Am 22. Juni 1954, während eines Spaziergangs der drei im Victoria Park, erschlägt Pauline Honora mit einem in einen Damenstrumpf gepackten Ziegelstein.

## Kritiken
James Berardinelli lobte auf reelviews.net die Regie von Peter Jackson, die Anlage der Charaktere von Juliet und Pauline sowie die schauspielerischen Leistungen der beiden Hauptdarstellerinnen.
Georg Seeßlen urteilte, es sei „einer jener Filme geworden, denen man nicht eigentlich böse sein kann, die in vielen Momenten drauf und dran [seien, ihn, Seeßlen] wirklich zu ergreifen, um cineastische Hitze zu erzeugen.“

„Ein formvollendeter poetisch-psychologischer Thriller über die banalen Ursprünge des Bösen und, in gestalterischer Hinsicht, über die wechselseitige Bedingtheit von Horror und Idylle. Frei nach Aufzeichnungen der Täterinnen versucht der Film, die individuellen und gesellschaftlichen Hintergründe der Tat aufzuzeigen. Dabei enthält er sich jeder moralischen Wertung.“

## Hintergrund
- Peter Jacksons Partnerin Fran Walsh war es, die ihn nach einer Reihe von Horrorkomödien überzeugte, den Mordfall aus den 1950er-Jahren aus der Sicht der beiden Teenager zu erzählen; sie recherchierte hierfür und schrieb das Drehbuch.
- Die Visualisierung der Traumwelt der Mädchen war der Anlass zur Gründung der Firma W.E.T.A. Digital durch Jackson und andere. Diese steuerte seither visuelle Effekte zu zahlreichen Filmen bei, darunter Jacksons Tolkien-Trilogien Der Herr der Ringe und Der Hobbit.
- Die echte Juliet Hulme wurde unter dem Namen Anne Perry eine erfolgreiche Romanautorin. Ihre wahre Identität kam erst zum Filmstart ans Tageslicht. Hulme missbilligte in einem Interview den lesbischen Aspekt in Peter Jacksons Film.
- Peter Jackson hat einen Cameo als Obdachloser, der von Kate Winslet auf die Wange geküsst wird, als diese mit ihrer Freundin aus dem Kino kommt.
- Der Film wurde in der Fernsehserie Die Simpsons parodiert (Folge: Die Chroniken von Equalia).
- Das deutsche Fernsehen sendet das Filmdrama unter dem Titel Himmlische Kreaturen.
- Die deutsche DVD und Blu-ray beinhalten nur die kürzere internationale Kinoversion.
- Im TV ist hin und wieder die ungeschnittene, neuseeländische Kinoversion zu sehen.

## Synchronisation
| Rolle           | Schauspieler    | Synchronsprecher   |
| --------------- | --------------- | ------------------ |
| Pauline Parker  | Melanie Lynskey | Bianca Krahl       |
| Juliet Hulme    | Kate Winslet    | Alexandra Wilcke   |
| Honora Parker   | Sarah Peirse    | Brita Sommer       |
| Hilda Hulme     | Diana Kent      | Karin Buchholz     |
| Dr. Henry Hulme | Clive Merrison  | Reinhard Kuhnert   |
| Herbert Rieper  | Simon O’Connor  | Klaus Jepsen       |
| Dr. Bennett     | Gilbert Goldie  | Hermann Ebeling    |
| John/Nicholas   | Jed Brophy      | Peter Flechtner    |
| Bill Perry      | Peter Elliott   | Lutz Riedel        |
| Miss Stewart    | Darien Takle    | Marianne Lutz      |
| Miss Waller     | Elizabeth Moody | Gisela Fritsch     |
| Mrs. Stevens    | Moreen Eason    | Christel Merian    |
| Steve           | Glen Drake      | Gerrit Schmidt-Foß |
| Wendy           | Kirsti Ferry    | Melanie Pukaß      |

## Soundtrack
Der bei Milan erschienene Soundtrack umfasst 22 Musiktitel.
| Nr. | Titel                                                                       |
| --- | --------------------------------------------------------------------------- |
| 1.  | The Princess of Ilam (Dasent)                                               |
| 2.  | Meet the Reipers (Dasent)                                                   |
| 3.  | Be My Love (Brodsky/Cahn) performed by Mario Lanza                          |
| 4.  | The Shrine (Dasent)                                                         |
| 5.  | „Two Dutiful Daughters“ (Dasent)                                            |
| 6.  | The Donkey Serenade (Frim/Stothart/Wright/Forrest) performed by Mario Lanza |
| 7.  | The Fourth World (Dasent)                                                   |
| 8.  | Bad Chests and Bone Diseases (Dasent)                                       |
| 9.  | Funiculi, Funicula (Traditional) performed by Mario Lanza                   |
| 10. | Life in Borovnia (Dasent)                                                   |
| 11. | To Hollywood (Dasent)                                                       |
| 12. | Divorce (Dasent)                                                            |
| 13. | Pauline & Juliet (Dasent)                                                   |
| 14. | E lucevan le stelle (Puccini) performed by Peter Dvorsky                    |
| 15. | For the Good of Your Health (Dasent)                                        |
| 16. | The Most Hideous Man Alive (Dasent)                                         |
| 17. | Juliet’s Aria (Sono Andati by Puccini) performed by Kate Winslet            |
| 18. | A Night With the Saints (Dasent)                                            |
| 19. | The Loveliest Night of the Year (Aaronson/Webster) performed by Mario Lanza |
| 20. | The Pursuit of Happiness (Dasent)                                           |
| 21. | The Humming Chorus (Puccini) performed by the Hungarian State Opera         |
| 22. | You’ll Never Walk Alone (Rodgers/Hammerstein) performed by Mario Lanza      |

## Auszeichnungen
- Filmfestspiele von Venedig 1994
  - Silberner Löwe – Beste Regie (Peter Jackson)
- Academy Awards 1995
  - Bestes Original-Drehbuch (Nominierung)[5]

Die Deutsche Film- und Medienbewertung FBW in Wiesbaden verlieh dem Film das Prädikat „besonders wertvoll“.